# 大岡義安
大岡 義安（おおおか よしやす）は、江戸時代後期の旗本。清和源氏新田氏族大岡氏分家の『寛政重修諸家譜』編纂時点の当主。養父は大岡義居。実父は浅香直房（傳左衛門）。家禄は蔵米250俵。

## 生涯
浅香直房の二男に生まれる。大岡清勝の二男・清春を家祖とする大岡氏の婿養子となり、明和7年（1770年）に25歳で養父の義居の家督と家禄を相続する。安永元年（1772年）に大番士となる。
実子は『寛政重修諸家譜』成立時点で1男4女。『寛政重修諸家譜』編纂時点で青木長国の二男の義方を養子に迎えている。また、『寛政重修諸家譜』では一族代々の葬地を牛込傳久寺と記載している。
義安は幕末の大奥御年寄の瀧山の養祖父で奥女中の染嶋の父とされる。